# Gröna mad
Gröna mad este o arie protejată (arie specială de conservare — SAC, sit de importanță comunitară — SCI) din Suedia întinsă pe o suprafață de 83 ha, integral pe uscat.

## Localizare
Centrul sitului Gröna mad este situat la coordonatele 58°11′03″N 13°31′07″E / 58.1843°N 13.5186°E.

## Înființare
Situl Gröna mad a fost declarat sit de importanță comunitară în decembrie 1995 pentru a proteja . Situl a fost protejat și ca arie specială de conservare în martie 2011.

## Biodiversitate
Situată în ecoregiunea boreală, aria protejată conține 5 habitate naturale: Mlaștini turboase de tranziție și turbării mișcătoare, Taiga vestică, Păduri aluvionare cu Alnus glutinosa și Fraxinus excelsior (Alno-Padion, Alnion incanae, Salicion albae), Mlaștini împădurite, Liziere de ierburi înalte hidrofile de câmpie și de nivel montan până la alpin.
La baza desemnării sitului se află un număr nedeclarat de specii protejate: